# Лепарский, Станислав Романович
Станислав Романович Лепарский (1754—1837) — русский генерал-лейтенант, комендант Нерчинских рудников.
Родился в 1754 году, родом поляк, происходил из дворян Киевской губернии. Образование получил в Полоцкой иезуитской школе и был для своего времени человеком вполне образованным: знал латынь и свободно выражался и писал на французском и немецком языках.

## Военная служба
По окончании курса наук в иезуитской школе в 1778 году, он поступил на военную службу рядовым по вольному найму в Каргопольский карабинерный полк, а 22 сентября 1779 года был произведён из вахмистров в подпоручики. Большую часть военной службы он проходил в Северском конно-егерском полку и участвовал вместе с полком во всех военных походах.
Во время второй турецкой войны Екатерининского царствования Лепарский исполнял должность ординарца Румянцева и в чине майора принимал участие в конфедератской войне. Кроме обязанностей фронтового офицера, он исполнял и особого рода поручения: в молодых ещё годах ему было поручено вести в Сибирь польских конфедератов; он так хорошо исполнил это поручение, что имя его с того времени сделалось известным по всей армии.
В 1800 году в чине подполковника Лепарский был назначен командиром Северского конно-егерского полка, шефом которого состоял великий князь Николай Павлович. В продолжение шестнадцатилетнего командования полком ни один рядовой его полка не был оштрафован или наказан по суду, ни один офицер не подвергся взысканию или неприятностям по службе. Полк Лепарского всегда ставился великим князем в пример гвардейским полкам. 26 ноября 1802 года Лепарский был пожалован орденом св. Георгия 4-й степени (№ 1380) при Высочайшем рескрипте, в котором говорилось, что орден ему жалуется за мужество, оказанное при взятии приступом города Измаила.
В 1808 году в чине подполковника Лепарский исполнял должность Ясского коменданта, где находилась в то время главная квартира действующей против турок армии.

## В Сибири
В 1826 году он был произведён в генерал-майоры и в том же году ему было предложено место коменданта Нерчинских рудников. Должность эта была сопряжена с большой ответственностью, так как назначение Лепарского совпало или, вернее сказать, было вызвано ссылкой в Нерчинский рудник лиц, замешанных в мятеже 14 декабря 1825 года Выбор государя остановился на нём. Лепарский был назначен комендантом с большими полномочиями: ему была дарована неограниченная власть над заключенными.
Лепарский прибыл в Читу в январе 1827 года.
Первое время ссылки декабристы содержались в Читинском остроге и только осенью 1830 года, с устройством особой казармы, были переведены в Петровский Завод. Для облегчения положения заключённых Лепарский завёл артельную систему внутреннего хозяйства. Большая артель была устроена на выборном начале и управлялась выборным экономом, казначеем и библиотекарем. Она имела в своём распоряжении общую столовую, огород, сад и аптеку. Больные пользовались безвозмездно услугами своего товарища бывшего штаб-лекаря первой армии Ф. Б. Вольфа. Для выходящего из тюрьмы на поселение в кассе артели всегда находилась сумма, необходимая для первоначального обзаведения и устройства.
Лепарский втайне от декабристов делал денежные взносы в Большую и Малую артель. Хранил пейзажные работы Н. А. Бестужева, поэтические произведения А. И. Одоевского. Коллекционировал минералы. В Чите и Петровском Заводе разбил сады для общественного посещения.
Устраивая жизнь декабристов первоначально в Читинском остроге, а потом в Петровском заводе, Лепарский всеми возможными способами старался облегчить участь изгнанников. Испрашивая для них льготы и всевозможные смягчения у государя, ему удалось добиться того, что декабристы были раскованы и фактически избавлены от каторжных работ. Строгий и придирчивый к малейшим мелочам внешнего порядка в исполнении установленных формальностей и обрядов, Лепарский не стеснял свободы внутренней жизни и в своих формах был вежлив, деликатен и мягок. Благодаря сердечному отношению к декабристам, Лепарский достиг того, что сотня людей разнообразных характеров и наклонностей сплотилась в одно тесное, согласное, дружественное товарищество, не потерявшее веры в будущность России, а по отбытии наказания принявшее участие в проведении великих реформ Александра II.
В продолжение своей долголетней жизни Лепарский не отличался особенными заслугами на боевом поприще или на поприще государственной деятельности, но тем не менее во всех людях, знавших его, он оставил по себе глубокую память, как о великодушном и честном человеке. Отличаясь чрезвычайной щедростью, он все средства расходовал на дела благотворительности и на помощь ближнему; ни один солдат его полка не выходил в отставку не обеспеченным для дальнейшего своего существования. Несмотря на то, что Лепарский был лично известен государю и притом с самой лучшей стороны и пользовался дружеским расположением лиц, приближённых ко Двору, он тем не менее не сумел выдвинуться и умер в самом далёком и тёмном углу Сибири.
Юзефович приводит следующий рассказ Лепарского о его назначении в Нерчинск:

Государь вызвал меня в Петербург и говорит мне: «Станислав Романович, я знаю, что ты меня любишь и потому хочу потребовать от тебя большой жертвы. У меня нет никого другого, кем бы я мог в этом случае заменить тебя. Мне нужен человек, к которому я бы имел такое полное доверие, как к тебе; и у которого было бы такое, как у тебя сердце. Поезжай комендантом в Нерчинск и облегчи там участь несчастных. Я тебя уполномочиваю к этому. Я знаю, что ты сумеешь согласить долг службы с христианским состраданием». — У старика, во время рассказа, потекли слёзы.— Дополнение к нескольким словам Г-на М. С. о памятнике тысячелетию России, Киевский телеграф, 1862 год, 14 января, №1
За службу в Сибири награждён орденами Св. Анны 1-й степени в 1829 году и орденом Св. Владимира 2-й степени в 1831 году.
Скончался он в чине генерал-лейтенанта 30 мая 1837 года от удара и похоронен по православному обряду в ограде церкви Петра и Павла в Петровском заводе.

## Награды
- Ордена Св. Георгия 4-й ст. (1802),
- Орден Св. Анны 1-й ст. (1829),
- Орден Св. Владимира 2-й ст. (1831).

## Память

### В мемуарах декабристов
Доброжелательное, несмотря на имевшиеся строгие инструкции, участие Лепарского в судьбе находившихся под его присмотром декабристов отмечено в их переписке и воспоминаниях. Внук декабриста, С. М. Волконский писал, что среди многочисленных высокопоставленных гонителей ссыльных

«сияет незакатным блеском благодарности имя коменданта Лепарского. Нет среди многочисленных книг, оставленных нам декабристами, ни одной, в которой не было посвящено несколько самых тёплых, прочувствованных страниц этому человеку».

### Иконография
Портрет С. Р. Лепарского написал и подарил ему Н. А Бестужев во время пребывания декабристов в Петровском заводе.
В 1837 году Бестужев нарисовал несколько акварельных копий его портрета и подарил на память об умершем коменданте многим товарищам по заключению. Позднее с одной из таких акварелей академиком Л. А. Серяковым была выполнена гравюра на дереве.
Перечень известных портретных изображений С. Р. Лепарского опубликован историком М. Ю. Барановской
Барановская М. Ю. Декабрист Николай Бестужев — М.: Государственное издательство культурно-просветительской литературы, 1954. - 294 с. 

- Лепарский Станислав Романович (1754-1837). Генерал-лейтенант, участник Отечественной войны 1812 г. Комендант Нерчинских рудников и Петровского завода. Акварель. 30-е гг. XIX ст. Погрудно, 3/4 вправо. В мундире со знаками отличий. Принадлежал С. Р. Лепарскому, подарен ему Н. А. Бестужевым. Темные волосы, усы. Акварель. 30-е гг. XIX ст. Местонахождение неизвестно.
- То же. Автокопия. Акварель. 30-е гг. XIX ст. Государственный Исторический музей. Москва.
- То же. Автокопия. Карандаш. 40-е гг. XIX ст. ОРЛБ.
- То же. Автокопия. Карандаш. 40-е гг. XIX ст. Рукой И. И. Пущина: - "Лепарский". Из собраний И. И. Пущина. Государственный Исторический музей.

### Памятник
На могиле Лепарского был установлен памятник. Памятник представлял собой чугунную колонну с надписью: «Прослужил рос. престолу 65 лет». Деньги на памятник по подписке собирали декабристы.
В советское время могила Лепарского была утеряна. В 1976 году могилу разыскала экспедиция ЧГПИ. В 2003 году памятник на могиле Лепарского был восстановлен.